# 小曼哈頓
《小曼哈頓》（英語：Little Manhattan）是一部2005年的美國電影，由執導，、主演。

## 劇情
講述與一起在曼哈頓發生的浪漫愛情故事。

## 演員
- 飾 （的男朋友）
- 飾 （的女朋友）
- 飾 （的父親）
- 飾 （的母親，亦為的妻子）

## 外部連結
- 開眼電影網上《情竇初開》的資料（繁體中文）
- 豆瓣电影上《小曼哈顿》的資料 （简体中文）
- 时光网上《小曼哈顿》的資料（简体中文）
- AllMovie上的资料（英文）
- 爛番茄上的資料（英文）
- Box Office Mojo上的資料（英文）
- TCM电影资料库上的资料（英文）
- Metacritic上的資料（英文）
- 互联网电影数据库（IMDb）上的资料（英文）